# Обични мишар
Обични мишар (лат. Buteo buteo) је птица грабљивица из реда јастребовки (лат. Accipitrifomes).

## Распрострањеност
Обични мишар је, након обичне ветрушке, друга најраспрострањенија птица грабљивица у Европи. Птица је станарица, осим у областима Русије и сјеверне Европе гдје је селица. Живи у разним стаништима, од шума, ријетко пошумљених предјела преко обрађених површина до влажних страништа као што је тресава. Живи на рубовима шума, гдје се и гнијезди.

## Опис
Средње величине и разнолике боје перја која се може кретати од тамносмеђе до скоро потпуно бијеле. Смеђе јединке су карактеристичне по велики бијелим мрљама са горње стране крила. Дужина тијела се креће од 51 до 57 cm, а распон крила се креће од 110 до 150 cm. Просјечна маса птице је 1 kg. Велики распон крила и широк реп овој птици омогућавају једрење на ваздушним струјама. Женке су по правилу веће од мужјака. Ноге су кратке са снажним канџама.

## Начин лова и исхрана
Мишар обично вреба плијен са узвишеног положаја (стабла, стубови), а када уочи жртву замасима крила узима залет и потом се обрушава. Може се видјети како лебди изнад поља или њиве, чекајући да се појави плијен. Исто тако, може се видјети како хода по земљи тражећи инсекте и црве. Слух му је истанчан и њиме такође уочава плијен.
Храни се углавном малим сисарима, али неријетко лови и гмизавце, водоземце, инсекте, младе птице, волухарице, кишне глисте итд. Понекад се храни и лешинама.

## Размножавање
За вријеме парења мужјак и женка мишара изводе свадбени лет, тако да ногама додирују гране. Врхунац удварања је заједнички лет испреплетених ногу. Почетком прољећа женка снесе најчешће три јајета. На јајима сједе и мужјак и женка, а из њих се излегу млади који су слијепи, голи и потпуно зависни од родитеља. Тек након четрдесетак дана они постају потпуно самостални.

## Подврсте
Обични мишари се дијеле у двије групе, западну и источну.
У западној су:
- : већина Европе
- : Азорска острва
- : Канарска острва
- : Корзика и Сицилија
- : Кавказ
- : Мадеира

Источну групу представљају:
- (степски мишар): Евроазија
- (хималајски мишар): Хималаји и западна Кина
- : Јапан
- : Идзу и Бонинска острва
- : Дајто острва

## Галерија
- Јаја мишара (музејски примерци)